# ISON
ISON (скорочення від англ. International Scientific Optical Network, Міжнародна наукова оптична мережа) — мережа з близько 30 телескопів, розташованих у приблизно 20 обсерваторіях у приблизно 10 країнах під управлінням Інституту Келдиша Російської академії наук. До 2008 року проєкт називався ПулКОН (рос. Пулковская кооперация оптических наблюдателей, Пулковська кооперація оптичних спостерігачів). Станом на 2013 рік країни-учасники включали Росію, Україну, Грузію, Іспанію, Швейцарію, Болівію, США, Італію.
ISON відкрив кілька комет, зокрема C/2010 X1 (Єленіна) та C/2012 S1 (ISON).